# Sorong
Sorong é a maior cidade da província indonésia de Papua Ocidental. A cidade está localizada na ponta ocidental da ilha da Nova Guiné, com a sua única fronteira terrestre sendo Sorong Regency. É a porta de entrada para as Ilhas Raja Ampat, na Indonésia, ilhas de recifes de corais com grande riqueza de espécies, em uma área considerada o coração da biodiversidade de recifes de corais do mundo. É também o centro logístico da fronteira oriental de petróleo e gás da Indonésia. A cidade tinha uma população de 190.625 no censo de 2010; a última estimativa oficial (em janeiro de 2014) é de 219.958. É servido pelo Aeroporto Dominique Edward Osok.